# Duklapasset

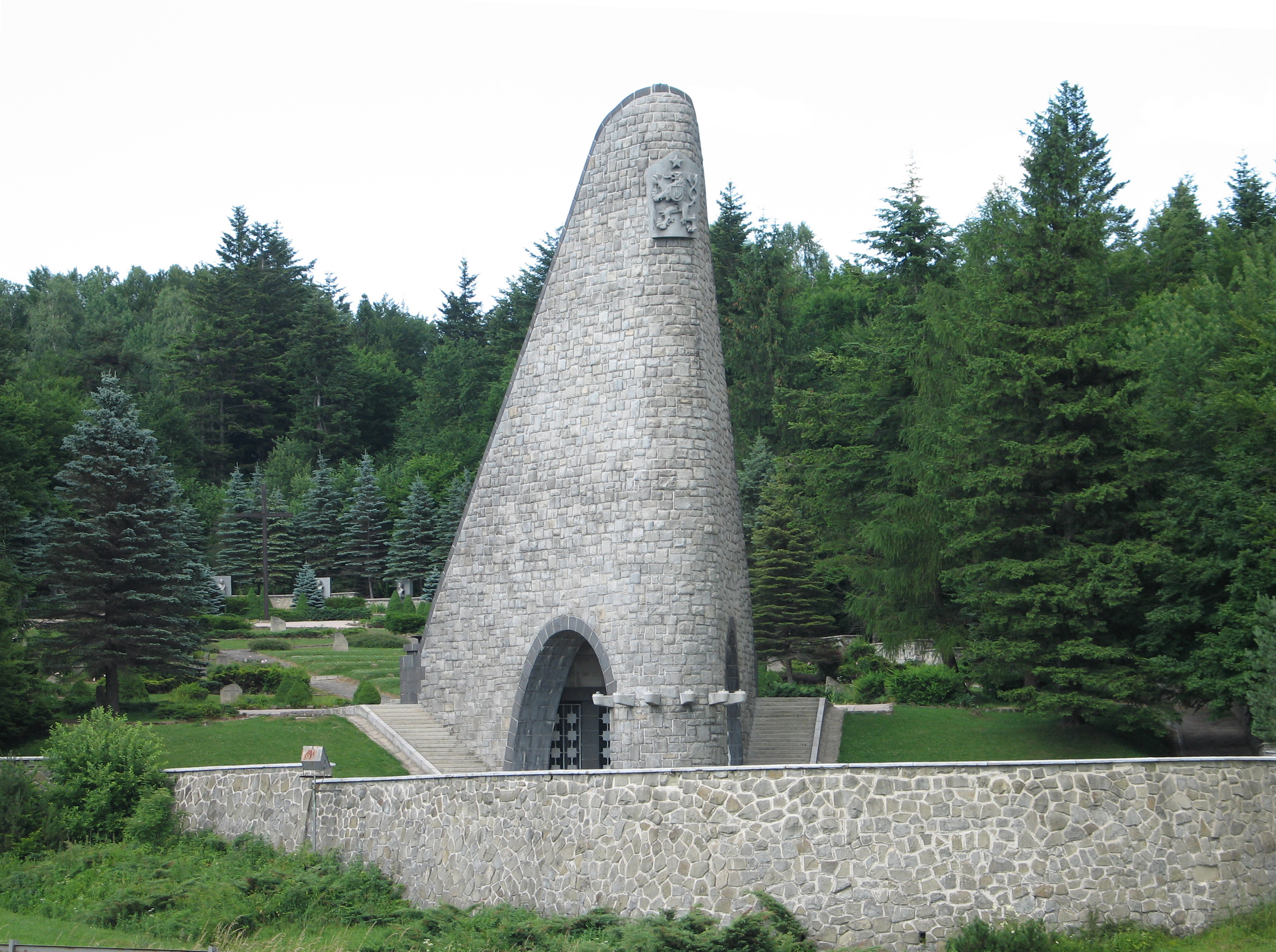
Minnesmärke vid Duklapasset.

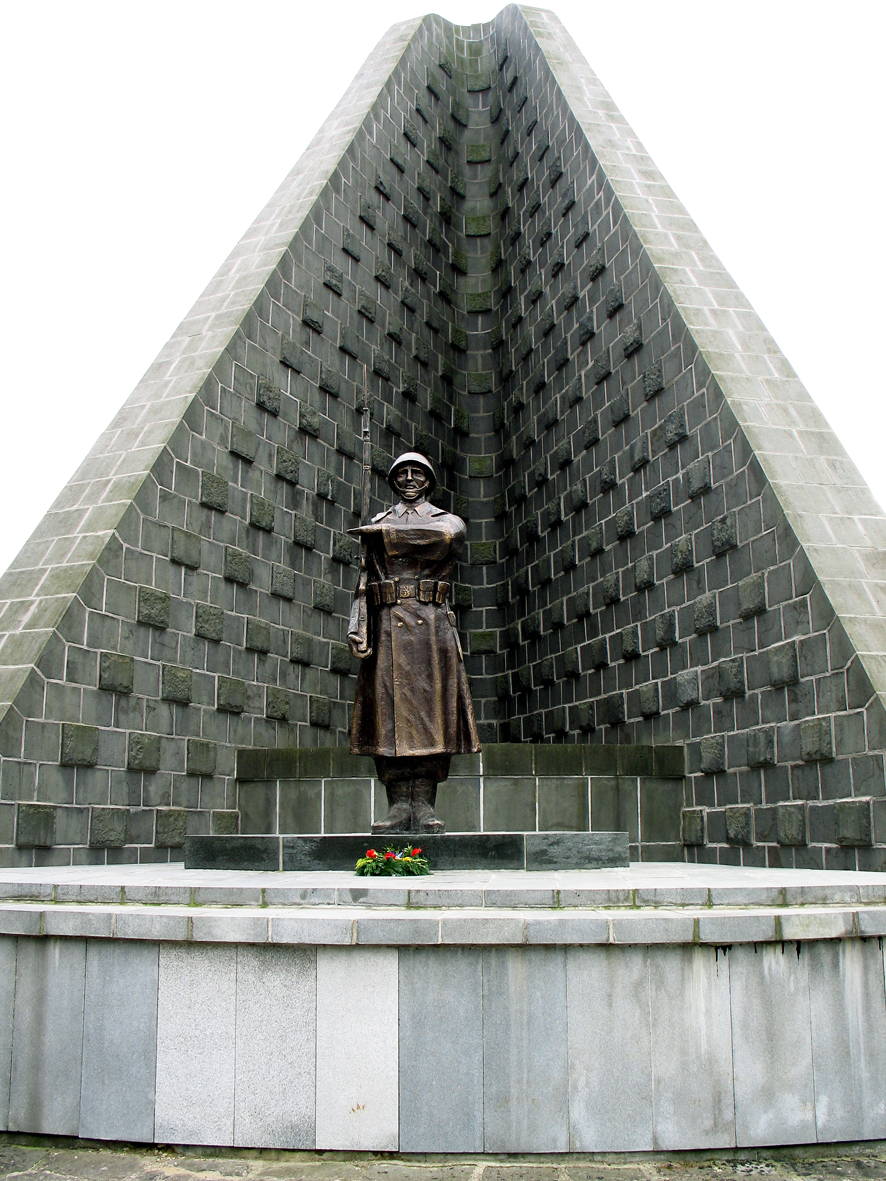
På "baksidan" av minnesmärket finns en skulptur föreställande en tjeckoslovakisk soldat.

Duklapasset (slovakiska: Dukliansky priesmyk, polska: Przełęcz Dukielska, ungerska: Duklai-hágó, tjeckiska: Dukelský průsmyk) är ett bergspass i Karpaterna som förbinder sydöstra Polen med nordöstra Slovakien. Passet ligger söder om staden Dukla i Polen och nordost om Prešov i Slovakien.
Under andra världskriget, mellan den 8 september och 28 oktober 1944, utkämpades ett pansarslag här mellan tyska och sovjetiska styrkor. De sovjetiska styrkorna ryckte fram för att stödja det pågående Slovakiska upproret, men tvingades tillbaka efter att förluster i form av 80 000 man i stupade och sårade.